# 广西越桔
广西越桔（学名：Vaccinium sinicum）为杜鹃花科越桔属下的一个种。其种加词sinicum，意为“中华的”。